# ساب أنتاركتيكا

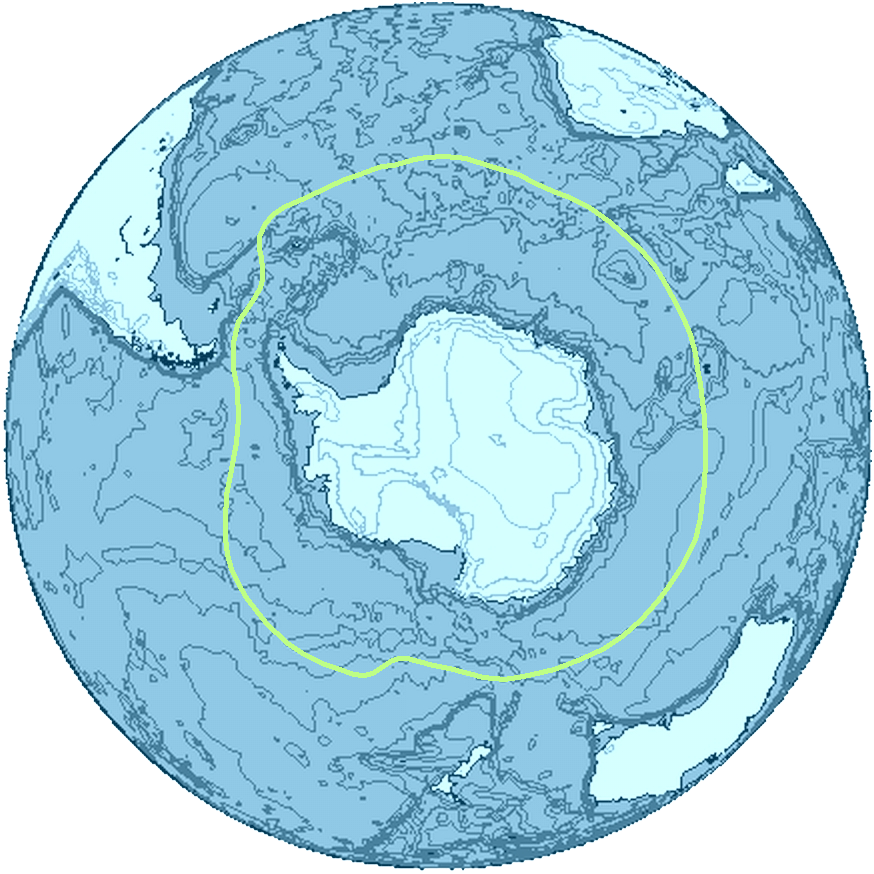
المنطقة القطبية الجنوبية وحدودها، ونقطة تقارب القطب الجنوبي.

المنطقة القريبة من القطب الجنوبي (بالإنجليزية: Subantarctic) هي منطقة في نصف الكرة الجنوبي، تقع إلى الشمال مباشرة من منطقة القطب الجنوبي. وهذا يعني تقريبًا أنها تقع على خط عرض بين 46° - 60° إلى الجنوب من خط الاستواء. وتتضمن المنطقة القريبة من القطب الجنوبي الكثير من الجزر في الأجزاء الجنوبية من المحيط الهندي والمحيط الأطلسي والمحيط الهادئ، لا سيما تلك الواقعة إلى الشمال من نقطة تقارب القطب الجنوبي. وتقع الأنهار الجليدية في المنطقة القريبة من القطب الجنوبي، بطبيعتها، في الأنهار الموجودة داخل المنطقة القريبة من القطب الجنوبي. وجميع الأنهار الجليدية التي تقع في قارة القارة القطبية الجنوبية «أنتارتيكا» تُعتبر بطبيعتها أنهارًا جليدية في القطب الجنوبي.

## معلومات جغرافية
تتألف المنطقة القريبة من القطب الجنوبي من منطقتين جغرافيتين وثلاث جبهات مناخية. والحد الشمالي للمنطقة القريبة من القطب الجنوبي يُعرف باسم الجبهة شبه الاستوائية (STF)، كما يُشار إليه باسم التقارب شبه الاستوائي. وإلى الجنوب من الجبهة شبه الاستوائية توجد منطقة جغرافية، وهي المنطقة القريبة من القطب الجنوبي (SAZ). وجنوب المنطقة القريبة من القطب الجنوبي توجد جبهة المنطقة القريبة من القطب الجنوبي (SAF). وإلى الجنوب من جبهة المنطقة القريبة من القطب الجنوبي توجد منطقة بحرية أخرى تُسمى المنطقة القطبية المباشرة (PFZ). وتشكل منطقة المنطقة القريبة من القطب الجنوبي (SAZ) والمنطقة القطبية المباشرة (PFZ) المنطقة القريبة من القطب الجنوبي. والحد الجنوبي من المنطقة القطبية المباشرة (PFZ) (وبالتالي، الحد الجنوبي للمنطقة القريبة من القطب الجنوبي) هي نقطة تقارب القطب الجنوبي، والتي تقع على بعد حوالي 200 كم إلى الجنوب من الجبهة القطبية للقطب الجنوبي (APF).

### تأثير التيار القطبي الجنوبي المحيط بالقارة القطبية الجنوبية والدوران بالتباين الحراري

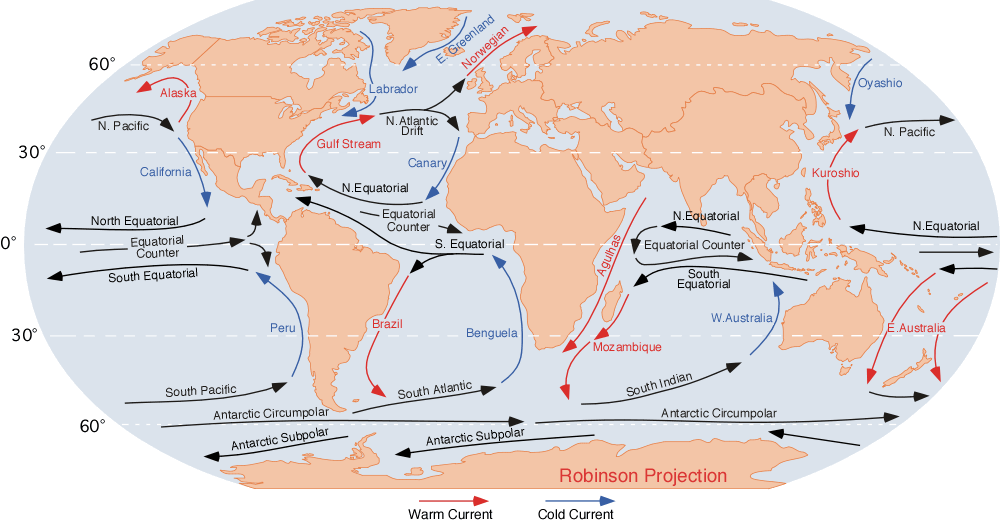
صورة لتيارات المحيط الرئيسية، تبين التيار القطبي الجنوبي المحيط بالقارة القطبية الجنوبية (ACC). بالإضافة إلى الدوران بالتباين الحراري، يؤثر التيار القطبي الجنوبي المحيط بالقارة القطبية الجنوبية بقوة على المناخ الإقليمي والعالمي.

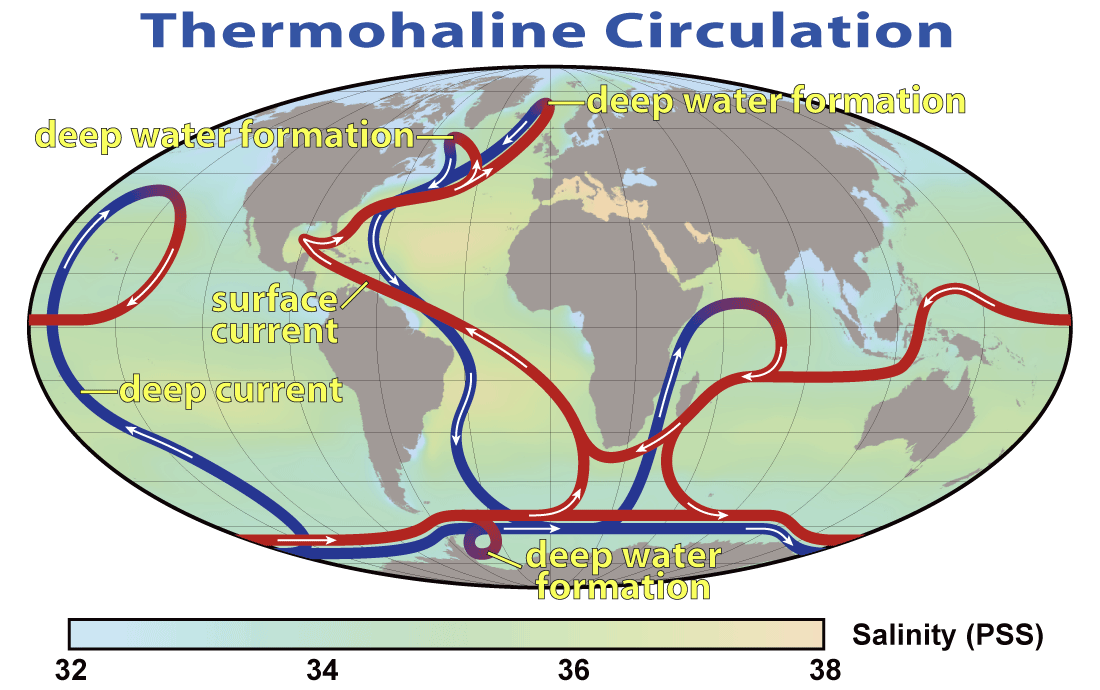
يؤثر الدوران بالتباين الحراري بقوة على المناخ الإقليمي والعالمي. تمثل الممرات الزرقاء تيارات المياه العميقة، في حين أن الممرات الحمراء تمثل التيارات السطحية.

وتحدد جبهة المنطقة القريبة من القطب الجنوبي، التي تم العثور عليها بين 48° جنوبًا و58° جنوبًا في المحيط الهندي والمحيط الهادئ وبين 42° جنوبًا و48° جنوبًا في المحيط الأطلسي، الحد الشمالي التيار القطبي الجنوبي المحيط بالقارة القطبية الجنوبية (أو ACC). والتيار القطبي الجنوبي المحيط بالقارة القطبية الجنوبية هو أهم تيار محيطي في المحيط الجنوبي، والتيار الوحيد الذي يتدفق كليًا حول الأرض. ومع تدفقه شرقًا عبر الأجزاء الجنوبية للمحيط الأطلسي والهندي والهادئ، يعمل التيار القطبي الجنوبي المحيط بالقارة القطبية الجنوبية على ربط الأحواض المحيطية لهذه المحيطات الثلاثة المنفصلة. وينقل التيار القطبي الجنوبي المحيط بالقارة القطبية الجنوبية الذي يمتد من سطح البحر إلى أعماق تصل إلى 2000-4000 متر وبعرض يبلغ 2000 كم المياه أكثر من أي تيار محيطي آخر. يحمل التيار القطبي الجنوبي المحيط بالقارة القطبية الجنوبية ما يصل إلى 150 Sverdrups (150 مليون متر مكعب في الثانية)، أي ما يعادل 150 ضعف حجم المياه المتدفقة في جميع أنهار العالم. ويؤثر التيار القطبي الجنوبي المحيط بالقارة القطبية الجنوبية والدوران بالتباين الحراري بشدة على المناخ العالمي وكذلك التنوع البيولوجي أسفل المياه.
وهناك عامل آخر يساهم في تشكيل مناخ المنطقة القرببة من القطب الجنوبي، وإن كان بدرجة أقل من الدوران المدفوع بالتباين الحراري، وهو تشكيل مياه القاع في القطب الجنوبي (ABW) بواسطة الدينامية الحرارية. والدوران الحراري هو ذلك الجزء من دوران المحيطات العالمي المدفوع بواسطة مدروجات الكقافة الناشئة عن حرارة السطح والتبخر.